# Bad Bentheim
Bad Bentheim (Nederlands, verouderd: Bentem, Benthem) is een Duitse stad in de landkreis Grafschaft Bentheim in de deelstaat Nedersaksen en telt 15.770 inwoners. Het ligt vlak bij de grens met Nederland, ter hoogte van Oldenzaal. Bad Bentheim is bekend door het Kasteel Bentheim (Burg Bentheim) en de steensoort Bentheimer zandsteen.

## Geografie
De gemeentegrens is 49 km lang, waarbij de maximale afstand noord-zuid 14 km en de maximale afstand oost-west 12 km bedragen. Aan Bad Bentheim grenzen Schüttorf, Nordhorn, Ochtrup, Gronau en de Nederlandse regio Twente.

## Bestuurlijke indeling
Naast de hoofdplaats Bad Bentheim omvat de gemeente Achterberg, Bardel, Gildehaus, Hagelshoek, Holt und Haar, Sieringhoek, Waldseite, Westenberg. De huidige gemeente is op 1 maart 1974 ontstaan uit Bentheim, Gildehaus, Bardel en Sieringhoek. In 1979 werd het woord Bad aan de naam toegevoegd vanwege de functie als kuuroord.

## Geschiedenis
Bad Bentheim is de voormalige hoofdstad van het Graafschap Bentheim en kent een lange geschiedenis. In 1945 bepaalde het Britse bestuur dat de hoofdstad voortaan niet Bentheim, maar het meer geïndustrialiseerde en centraler gelegen Nordhorn moest worden.

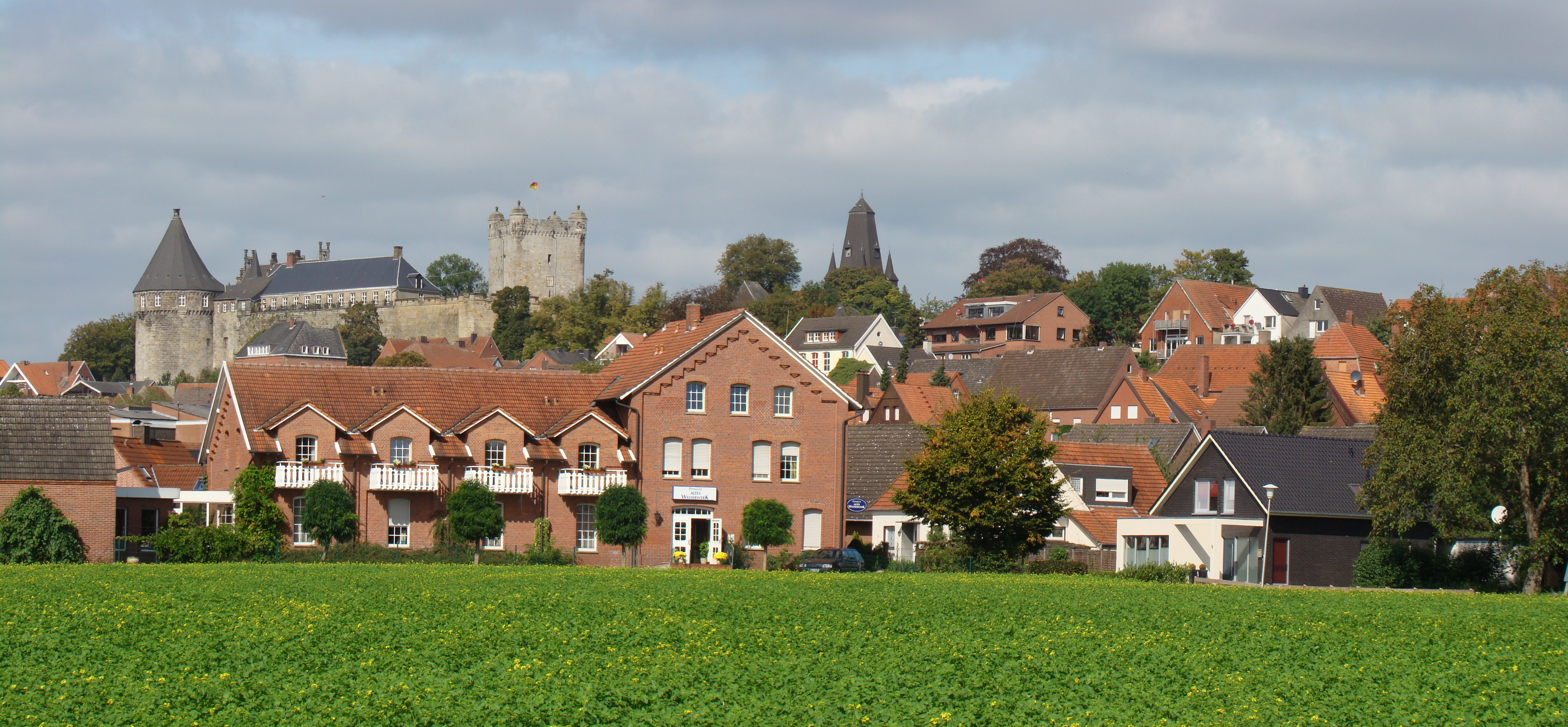
Bad Bentheim met het kasteel.

Het kenmerk van de stad is het Kasteel Bentheim, dat in 1116 voor het eerst genoemd wordt. De Graven van Bentheim lieten het bouwen.
De reformatie werd in Bentheim in zijn Lutherse vorm in 1544 ingevoerd, maar in 1588 werd dat afgelost door de Calvinistische kerkorde. De graven hadden zich inmiddels met de Republiek der Verenigde Nederlanden verbonden. In 1650 ondernam de beroemde kunstschilder Jacob van Ruisdael met zijn vriend Nicolaes Berchem een reis naar Bentheim. Van zijn hand zijn 15 schilderijen met Kasteel Bentheim. Ook Berchem maakte een aantal schilderijen. In 2005 verwierf het Mauritshuis in Den Haag een van Van Ruisdaels gezichten op Bentheim.
In 1688 besloten de graven onder dreiging van het expanderende bisdom Munster terug te keren naar de Rooms-Katholieke Kerk, maar nadat de Munsterse inval in de Republiek in 1672, na tijdelijk succes, toch geen blijvend gevolg kreeg, lieten zij de burgerij vrij in hun godsdienstige oriëntatie en erkenden zij het Nederlands als ambtelijke en onderwijstaal. In 1701 sloten zij een verdrag met de Republiek die daarbij de beschermheer van de Bentheimer kerk werd. 
In 1752 erkenden de graven de koning van Hannover als hun leenheer. Het Hoogduits kreeg steeds meer plaats en in 1824 werd het Nederlands officieel afgeschaft. De kerken werden toen onderworpen aan het Hannoveraanse staatsgezag en moesten hun bepalende invloed op het onderwijs loslaten. De uitvoering van dat verbod nam overigens nog enkele generaties in beslag. Bentheim verloor in deze periode zijn traditioneel op Nederland gerichte blik. Op de kansels van de Hervormde c.q. Gereformeerde kerken bleef het Nederlands echter nog wel veel langer in gebruik. Zie voor de taalgeschiedenis Nederlands in Duitsland. In 1865 wordt Hannover en daarmee Bentheim bij Pruisen gevoegd en als gevolg daarvan wordt het in 1870 deel van het Duitse keizerrijk. 
Zie voor de geschiedenis van Bentheim ook Burgsteinfurt, de naburige stad die eveneens residentie was van de graven van Bentheim-Steinfurth. 
Ten gevolge van armoede en oorlogen zochten vele inwoners van Bentheim sinds de 17de eeuw hun heil in de rijkere Republiek der Nederlanden. De familienaam 'van Benthem' verwijst naar die afkomst, evenals de naam 'van Steinvoorde' verwijst naar Burgsteinfurt. 
Rond 1711 werden geneeskrachtige zwavelbronnen ontdekt, waardoor de plaats nu een erkend heilbad is. Dit is te herkennen aan het woord "Bad" in de naam. In 1865 verkreeg de stad stadsrechten.
Met Bentheimer Gold bedoelde men de Bentheimer zandsteen. De handel hierin (van de 15e tot en met de 18e eeuw) vond vooral plaats naar het Münsterland, Oost-Friesland en over de Vecht naar Nederland. De sokkel van het Vrijheidsbeeld in New York is gemaakt van Bentheimer zandsteen; ook het Koninklijk Paleis op de Dam is in deze steen gebouwd. Nabij Bentheim bevindt zich een groeve die Franzosenschlucht genoemd wordt, waaruit deze steen gewonnen werd.

## Spoorwegknooppunt
Station Bad Bentheim is door de ligging aan de spoorlijn Almelo - Salzbergen een station waar internationale treinen stoppen. Eens in de twee uur stopt hier een internationale Intercity van Amsterdam naar Berlin Ostbahnhof. Vanouds werd hier de locomotief gewisseld, wat nodig was doordat de NS en de DB niet op dezelfde elektrische spanning rijden. Sedert 2023 wordt gereden met locomotieven die in beide landen kunnen rijden.
Vanuit Bad Bentheim vertrekken treinen van de door eurobahn geëxploiteerde Wiehengebirgs-Bahn naar Bielefeld en Hengelo. Sinds juli 2019 rijdt de Bentheimer Eisenbahn met passagierstreinen tussen Bad Bentheim, Nordhorn en Neuenhaus.
Ook is Bentheim een stopplaats voor de vele goederentreinen die hier passeren. De Bentheimer Eisenbahn exploiteert de spoorlijn naar Coevorden.

## Bezienswaardigheden en musea

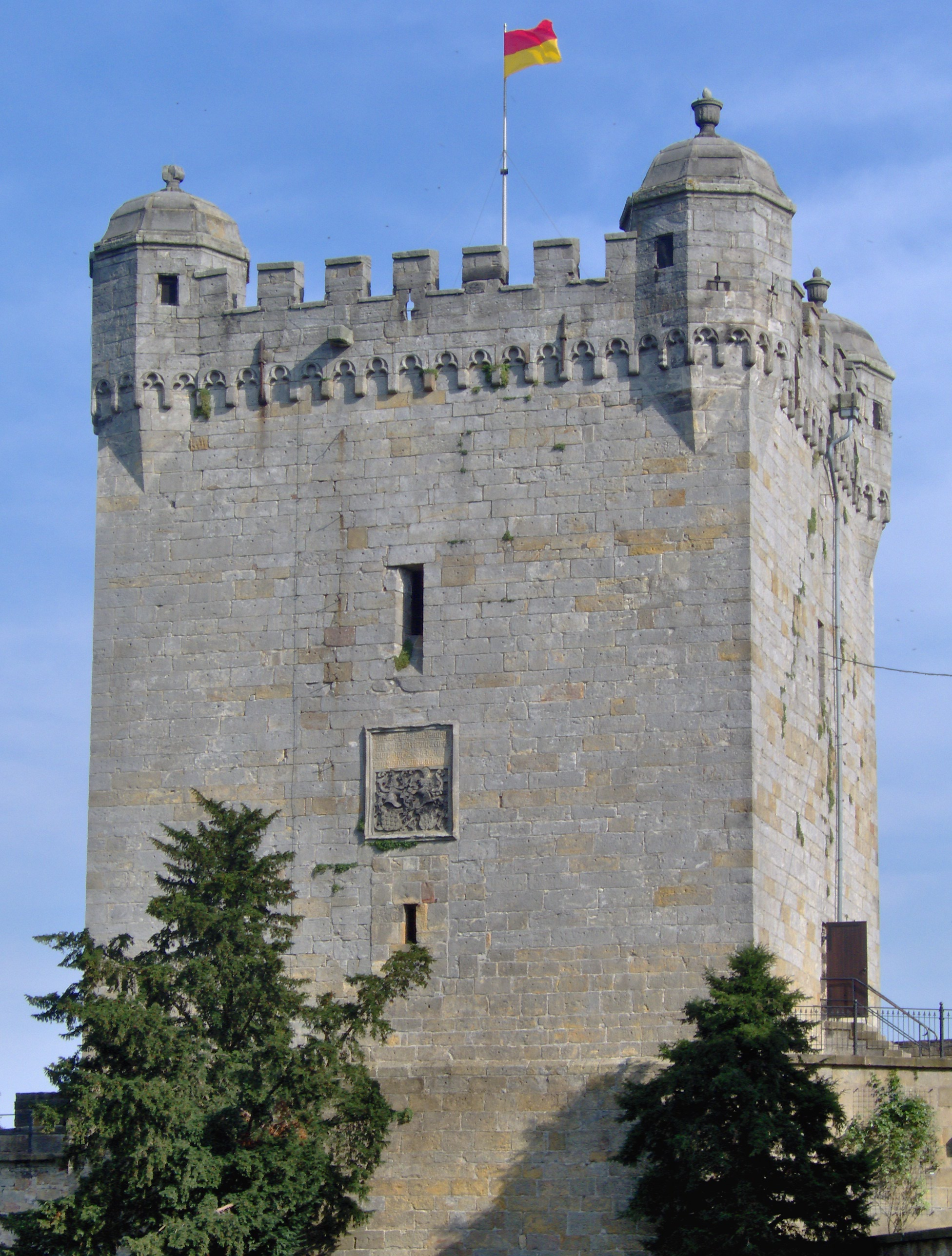
De kruittoren van Kasteel Bentheim

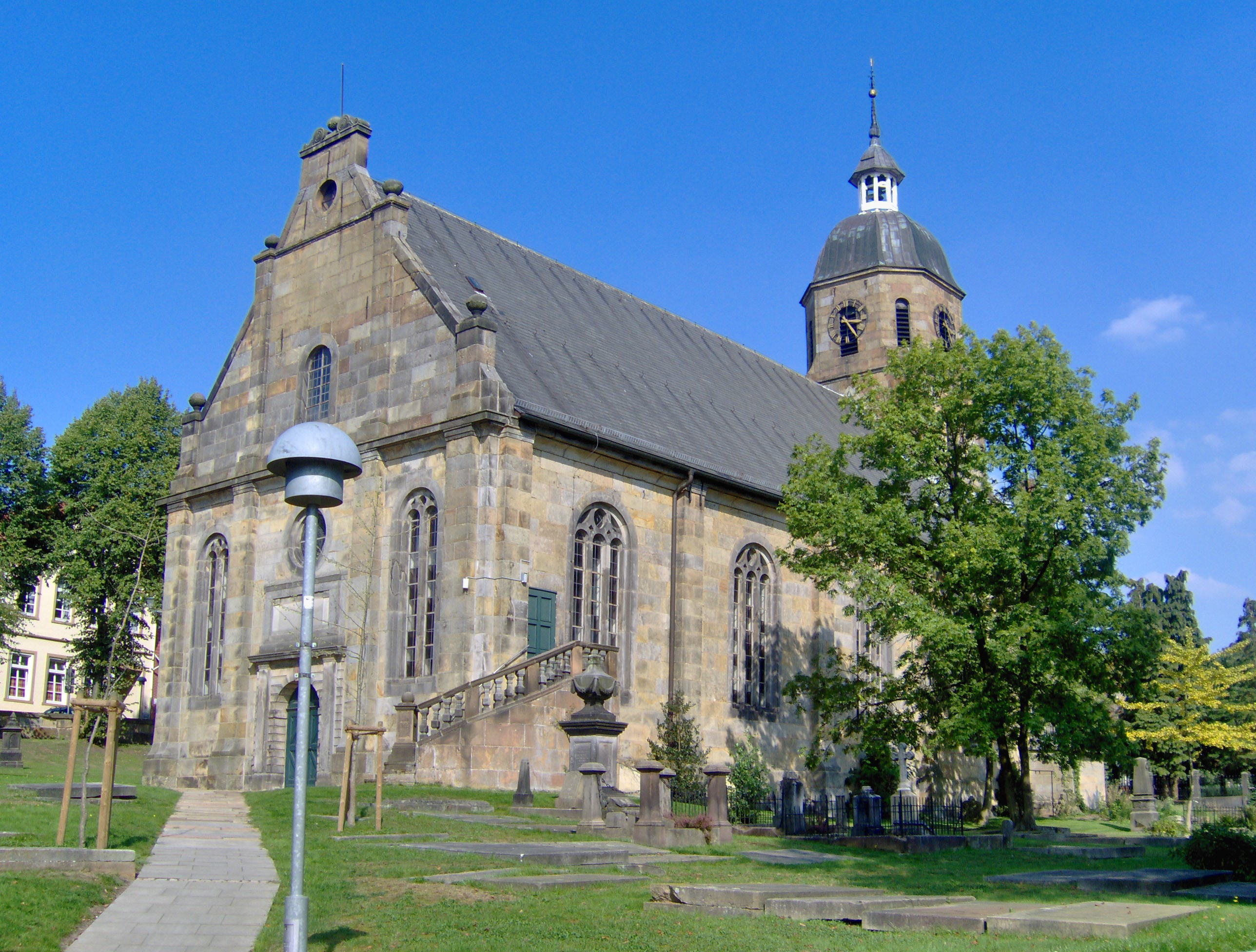
De evangelisch-gereformeerde kerk uit 1696

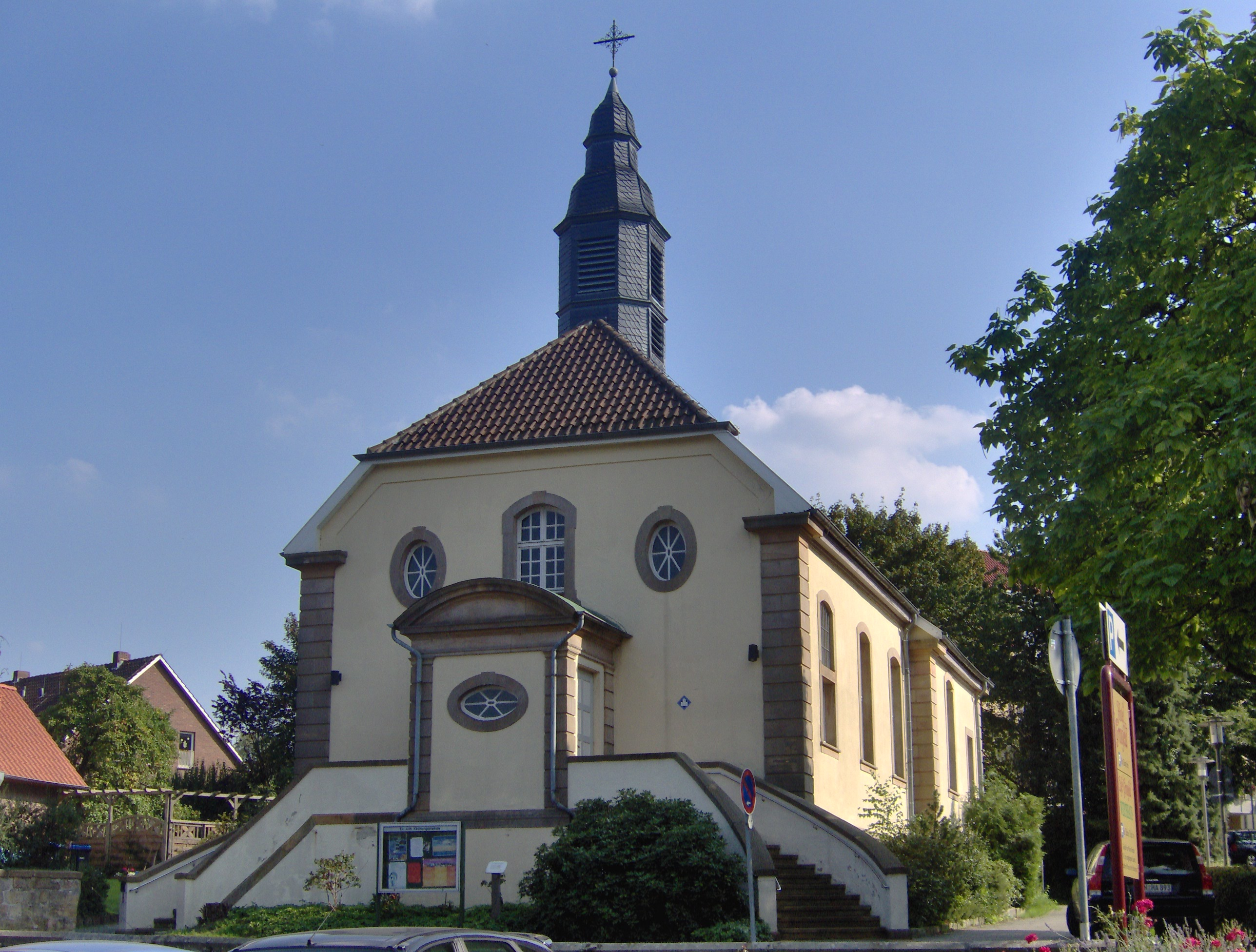
Martin-Luther-kerk

- Kasteel Bentheim met het kasteelmuseum
- Openluchttheater
- De Oostmolen in Gildehaus; in 1749/1750 opgetrokken uit Bentheimer zandsteen
- Huis Westerhof; woonhuis uit 1656, gerenoveerd rond 1990, nu een atelierruimte voor artistieke ambachtslieden
- Rooms-katholieke kerk (gewijd aan Johannes de Doper) uit 1670
- Evangelisch-gereformeerde kerk uit 1696
- Evangelisch-oud gereformeerde kerk uit 1896
- Martin-Luther-kerk uit 1912
- Zandsteenmuseum over de geologie, en geschiedenis van de winning en gebruik van het Bentheimer zandsteen[3]
- Museum am Herrenberg met een privécollectie van meesters uit de Nederlandse schilderkunst in de Gouden Eeuw en Haagse School (schilderkunst).
- Geologisch Openluchtmuseum
- Klooster Bardel in Gildehaus met Braziliëmuseum en postzegelmuseum
- Otto Pankok-museum te Gildehaus

## Sport en recreatie
Bad Bentheim is gelegen aan de Europese wandelroute E11. Ter plaatse is de route ook bekend als Handelsweg en Töddenweg. De route komt vanuit Oldenzaal via Gildehaus en vervolgt oostwaarts via Suddendorf naar Salzbergen.

## Bekende inwoners
- Johan Picardt (1600-1670), (Duits-)Nederlands dominee, arts en geschiedschrijver
- Hanna (1945) en Friederike Krabbe (1950), RAF-leden
- Nils Röseler, profvoetballer
- Catharina Geertruida Schrader (1656-1746), vroedvrouw
- Graaf Arnold II (IV) van Bentheim-Tecklenburg (10 oktober 1554-11 januari 1606)

## Partnerstad
- Wolkenstein (Erzgebirge) (Duitsland)
- Assen (Drenthe) (Nederland)